# Hell or Hallelujah
Hell or Hallelujah è un singolo della band hard rock Kiss, estratto dall'album Monster del 2012. È stato pubblicato come primo singolo estratto dall'album, a livello internazionale il 2 luglio 2012 e negli Stati Uniti il 3 luglio 2012. La canzone, che è di contenuto autobiografico, è stato eseguito per la prima volta in concerto a Londra il 4 luglio 2012.

## La canzone
La canzone è stata una delle prime canzoni dell'album Monster ad essere menzionata ufficialmente da un membro della band, quando durante un'intervista con 95.5 KLOS, Gene Simmons, nell'aprile 2011 la chiamò e Wall Of Sound come una delle canzoni che possono essere incluse nell'album. Tuttavia, il titolo originale della canzone era: Tell Her Hallelujah.

## Video musicale
I Kiss hanno pubblicato un video con il testo sul loro canale YouTube, il 3 luglio 2012. Il video consiste in una presentazione delle foto della band, sormontata dal testo della canzone.

## Classifiche
| Classifica (2012)                            | Posizione |
| -------------------------------------------- | --------- |
| Rock (America's Music Charts)                | 6         |
| Canada: Active Rock (America's Music Charts) | 21        |
| Hot Mainstream Rock Tracks                   | 36        |

## Formazione
- Gene Simmons - basso e voce
- Paul Stanley - chitarra secondaria e voce
- Tommy Thayer - chitarra solista e voce
- Eric Singer  - batteria e voce